# Пирогів Микола Михайлович
Микола Михайлович? Пирогів, також Пирогов (28 березня 1875, Чернігів — 1961, Мельбурн, Австралія) — лікар, міський голова міста Ковель (1908—1915, 1941—1944), посол до парламенту Польської республіки (1922—1928), директор 4-ї київської української гімназії. Онук російського медика й педагога Миколи Пирогова.

## Життєпис
На початку 1900-х оселився в Ковелі, де 1908, а потім 1941—1943 очолював міську управу.
У 1915—1919 жив у Києві, де заснував і був директором 4-ї української гімназії.
1922—1923 був послом до Польського сейму.
З 1944 — в еміграції, спочатку в Німеччині, потім в Австралії.
Помер у 1961.

## Дружба з родиною Донцових
Микола Пирогів та його дружина Юлія були у дружніх, а потім і родинних стосунках з родиною Дмитра і Марії Донцових.
Донька Миколи і Юлії Таля (Наталія) Пирогова-Зибенко приятелювала з Марією Донцовою, Оленою Телігою, Наталею Лівицькою. Друга їхня донька, Оксана вийшла заміж за молодшого брата Марії Донцової, Володимира Бачинського.
Помер в Австралії, куди виїхав після II світової війни разом з донькою Оксаною та її чоловіком Володимиром Бачинським.

## Сім'я
Його донька - Наталія Зибенко-Пирогова (1903—1995), відома під псевдонімом Ната́ля Яхне́нко — українська письменниця в діаспорі. 